# Грузинский, Константин Петрович

Герб династии Багратиони

Русский герб Светлейших Князей Грузинских

Светлейший князь Константин Петрович Грузинский (Багратион-Грузинский) (груз. კონსტანტინე პეტრეს ძე გრუზინსკი) 2 (15) ноября 1915 года—19 декабря 1939) — глава Дома Багратионов (в 1922—1939 гг.), прямой потомок по мужской линии последнего грузинского царя Георгия XII.

## Биография
Из семьи Багратионов. Сын светлейшего князя Петра Александровича Грузинского (1857—1922) и Тамары Александровны, урождённой Деканозишвили (1897—1977). Крещён 6 ноября 1915 года. Представитель пятого колена князей Грузинских. С 1922 года после смерти своего отца и до конца жизни являлся старшим в мужском потомстве последнего царя Грузии Георгия XII, частью грузинских монархистов считался главой царского дома и претендентом на престол (оспаривалось Георгием Александровичем Багратионом-Мухранским). Умер бездетным холостяком и ему наследовал его брат Пётр.